# C.N. Carleson
Carl Natanael "C.N." Carleson, född 5 mars 1865 i Stockholm, död 13 oktober 1929, var en svensk socialistisk politiker och chefredaktör, som även gick under pseudonymen Spartacus.

## Biografi
Föräldrar var skräddarmästaren Victor Carleson och Sara Charlotta Hägg. Efter studentexamen 1883 och studier i Uppsala anställdes Carleson vid Social-Demokraten, för vilken han var chefredaktör 1892–1896 och 1908–1910 samt för Norrskensflamman 1912–1913 och för Folkets Dagblad Politiken 1917–1918. 
Carleson var även en ledande gestalt i Socialdemokratiska arbetarepartiet och tillhörde 1907–1911 partistyrelsen. Vid partisprängningen 1917 följde han med Zeth Höglunds vänsterfraktion och deltog vid bildandet av Sveriges socialdemokratiska vänsterparti (sedermera Sveriges Kommunistiska Parti från 1921). Han var dock aldrig helt övertygad kommunist, men satt 1916–1918 i partiets styrelse. Carleson drog sig tillbaka från politiken 1923.

### Översättningar
- Uppfinningarnas bok: öfversigt af industriens utveckling på alla områden (översatt tillsammans med Ernst Kock, 1889-1894)
- William Morris: Nytt från en ny värld eller En hvilans tid (Socialdemokratiska arbetarpartiets förlag, 1892)
- Johan Falkberget: Svarta fjäll (Svarte Fjelde) (Björck & Börjesson, 1911)
- Johan Falkberget: Urtidsnatt (Urtidsnat) (Björck & Börjesson, 1911)
- Johan Falkberget: Vargfjället (Vargfjeldet) (Björck & Börjesson, 1912)
- Lord Hugh Cecil: Konservatismen (Conservatism) (Tiden, 1913)
- W. Wardle Fowler: Rom: Romerska rikets historia i dess huvuddrag (Tiden, 1918)